# 土门岘镇
土门岘镇，是中华人民共和国甘肃省白银市会宁县下辖的一个乡镇级行政单位。
2016年6月8日，甘肃省民政厅批复同意撤销土门岘乡，设立土门岘镇。

## 行政区划
土门岘镇下辖以下地区：
苏家堡村、安家坡村、土门岘村、杨家岘村、张家门村和张家沟村。